# Stefan Airapetján
Stefan Airapetján (örményül: Ստեֆան Հայրապետյան, művésznevén Stefan) (Viljandi, 1997. december 24. – ) észt énekes, dalszerző örmény felmenőkkel. Ő képviseli Észtországot a 2022-es Eurovíziós Dalfesztiválon Torinóban, a Hope című dallal.

## Magánélete
Stefan 1997. december 24-én született Viljandiban, szülei örmény származásúak. Van egy lánytestvére, Stefania.

## Zenei karrierje
2018-ban a Vajé formáció tagjaként részt vett az Eesti Laulban Laura (Walk With Me) című dallal, amellyel összesítésben harmadik helyen zártak. Egy év múlva már szólóénekesként állt a színpadra, ekkor a Without You című dallal, amellyel ismét a harmadik helyen végzett. 2019. november 13-án az Eesti Rahvusringhääling (ERR) bejelentette a 2020-as Eesti Laul résztvevőit, amely tartalmazta Stefant is. By My Side című dalával a dalválasztó első elődöntőjében lépett színpadra, majd a döntőben a hetedik helyen zárt. Ugyanebben az évben szerepelt az Álarcos Énekes észt verziójának első évadában, ahol a kos jelmez alatt rejtőzködött. A műsor május 3-i döntőjében őt hirdették ki győztesként.

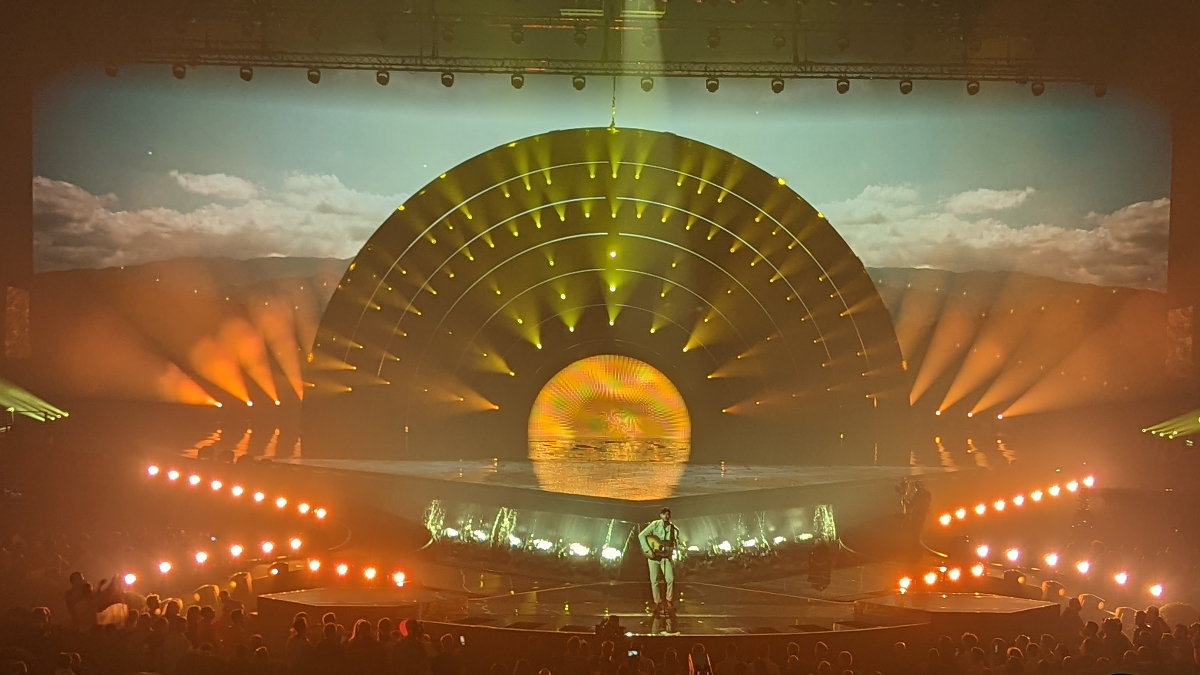
Az Eurovíziós Dalfesztiválon

2021. november 29-én az ERR bejelentette, hogy Stefan ismét résztvevője a 2022-es Eesti Laulnak Hope című dalával. A dal a december 4-i harmadik előválogató műsorban mutatták be először, ahonnan a nézők továbbjuttatták. A február 5-én rendezett elődöntőben az első négy helyezett között jutott tovább a február 12-i, ahol az énekes alábbi dalát választották ki amellyel képviseli Észtországot az elkövetkezendő Eurovíziós Dalfesztiválon. Az énekesnek harmadszori próbálkozásra sikerült megnyernie a válogatóműsort.
Az Eurovíziós Dalfesztiválon a dalt először a május 12-én rendezett második elődöntő második felében adta elő. A dal ötödik helyezettként továbbjutott az elődöntőből a május 14-i döntőbe, ezzel Észtország 2019 óta először lett döntős. A szavazás során a zsűri szavazáson összesítésben tizenötödik helyen végzett 43 ponttal, míg a nézői szavazáson tizedik helyen végezett 98 ponttal (Örményországtól maximális pontot kapott), így összesítésben 141 ponttal a verseny tizenharmadik helyezettje lett.

## Diszkográfia

### Kislemezek
- Without You (2018)
- Better Days (2019)
- We'll Be Fine (2019)
- By My Side (2019)
- Oh My God (2020)
- Let Me Know (2020)
- Hope (2021)

### Közreműködések
- Domino (Liis Lemsalu, 2021)
- Headlights (Wateva, 2021)